# Тао Нунцзянь
Тао Нунцзянь (англ. Nongjian Tao; 15 сентября 1963 — 15 марта 2020) — американский физик китайского происхождения, известный работами в области нанотехнологии.

## Биография
Родился в китайской провинции Аньхой. В 1984 году поступил в аспирантуру Университета штата Аризона в числе небольшой группы студентов, которые были отобраны для продолжения обучения в США по китайско-американской программе CUSPEA, основанной нобелевским лауреатом Ли Чжэндао. После получения докторской степени занимал позицию постдока в Городском колледже Нью-Йорка и постоянного сотрудника во Флоридском международном университете (с 1992 года), а в 2001 году вернулся в Аризону на должность профессора электротехники. В 2008 году был назначен директором Центра биоэлектроники и биосенсоров Института биодизайна при Аризонском университете. Был сооснователем двух стартапов — Biosensing Instruments (визуализация и регистрация биологических процессов) и Breezing (мобильный мониторинг метаболизма).

## Научная деятельность
Научные работы посвящены разработке и использованию систем молекулярной электроники, оптической визуализации, биосенсорики. В середине 1980-х годов занимался физикой молекул ДНК. Затем исследовал различные аспекты нанонауки. В 2003 году предложил использовать сканирующий туннельный микроскоп для создания электрического контакта с одиночными молекулами; этот метод в настоящее время является одним из основных в исследовании устройств молекулярной электроники. Разработал новые подходы к использованию поверхностного плазмонного резонанса для визуализации электрохимических процессов на поверхности электродов, а также различных оптических и механических систем для применения в диагностике и биосенсорике.

## Избранные публикации
- Tao N.J. Probing Potential-Tuned Resonant Tunneling through Redox Molecules with Scanning Tunneling Microscopy // Physical Review Letters. — 1996. — Vol. 76. — P. 4066-4069. — doi:10.1103/PhysRevLett.76.4066.
- Xu B., Tao N.J. Measurement of Single-Molecule Resistance by Repeated Formation of Molecular Junctions // Science. — 2003. — Vol. 301. — P. 1221-1223. — doi:10.1126/science.1087481.
- Xiao X., Xu B., Tao N.J. Measurement of Single Molecule Conductance: Benzenedithiol and Benzenedimethanethiol // Nano Letters. — 2004. — Vol. 4. — P. 267–271. — doi:10.1021/nl035000m.
- Xu B., Zhang P., Li X., Tao N.J. Direct Conductance Measurement of Single DNA Molecules in Aqueous Solution // Nano Letters. — 2004. — Vol. 4. — P. 1105–1108. — doi:10.1021/nl0494295.
- Li X., He J., Hihath J., Xu B., Lindsay S.M., Tao N.J. Conductance of Single Alkanedithiols: Conduction Mechanism and Effect of Molecule−Electrode Contacts // Journal of the American Chemical Society. — 2006. — Vol. 128. — P. 2135–2141. — doi:10.1021/ja057316x.
- Chen F., Li X., Hihath J., Huang Z., Tao N.J. Effect of Anchoring Groups on Single-Molecule Conductance: Comparative Study of Thiol-, Amine-, and Carboxylic-Acid-Terminated Molecules // Journal of the American Chemical Society. — 2006. — Vol. 128. — P. 15874–15881. — doi:10.1021/ja065864k.
- Chen F., Hihath J., Huang Z., Li X., Tao N.J. Measurement of Single-Molecule Conductance // Annual Review of Physical Chemistry. — 2007. — Vol. 58. — P. 535–564. — doi:10.1146/annurev.physchem.58.032806.104523.
- Xia J., Chen F., Li J., Tao N.J. Measurement of the quantum capacitance of graphene // Nature Nanotechnology. — 2009. — Vol. 4. — P. 505-509. — doi:10.1038/nnano.2009.177.
- Díez-Pérez I., Hihath J., Lee Y., Yu L., Adamska L., Kozhushner M.A., Oleynik I.I., Tao N.J. Rectification and stability of a single molecular diode with controlled orientation // Nature Chemistry. — 2009. — Vol. 1. — P. 635-641. — doi:10.1038/nchem.392.